# 忘文
忘文（わすれぶみ）は、フジテレビで2003年10月5日から2010年3月28日まで日曜朝5:45～6:00に放送されていたテレビ番組。

## 内容
SMAPの稲垣吾郎が視聴者から送られてきた手紙を視聴者が伝えたい相手に朗読する。また絵本の朗読もあり、番組は前半は手紙・後半は絵本という構成が基本になっていた。回によっては絵本の朗読のみを行う場合もあった。
屋外による収録が主であるが、番組末期は室内での収録が行われていた。
2010年よりタイトルが『忘文〜Beautiful Season～』へ変更され、絵画・文学・デザインなどのアーティストをゲストとして招き、アートやライフのトークを行う企画にリニューアルされた。

## スタッフ
- 構成：鈴木おさむ
- 技術：共同テレビ
- TD：佐々木信一
- CAM：小林知司
- VE：竹内貴志
- AUD：太田勝己、近藤崇宏
- 照明：黒井宏行（FLT）
- 美術プロデューサー：井上幸夫
- デザイン：棈木陽次
- 美術進行：中村秀美
- 大道具：中村武史
- 衣装：宇都宮いく子
- メイク：菊地勲
- 編集：木村信彦
- MA：道淵進
- Sound Design：松長芳樹（デジタルサーカス）
- タイトル：田中秀幸（フレイムグラフィックス）
- TK：平井冴子
- HP：清水美幸
- 制作協力：ジャニーズ事務所
- 編成：河端由梨子
- デスク：保坂美帆
- 広報：小中ももこ
- AD：中沼竜太、宮島耕介
- ディレクター：出口敬生、桑原正史、太田旬、川瀬貴裕、坂田佳弘、蓑島敦子
- プロデューサー：春名剛生（以前は、ディレクター）
- チーフプロデューサー：黒木彰一
- 制作：フジテレビバラエティー制作センター
- 制作著作：フジテレビ

### 過去のスタッフ
- 編成：荒井昭博
- プロデューサー・演出：石井浩二
- 制作：フジテレビ制作2部

## ネット局
| 放送対象地域 | 放送局             | 系列           | 放送日時                              | 備考     |
| ------------ | ------------------ | -------------- | ------------------------------------- | -------- |
| 関東広域圏   | フジテレビ         | フジテレビ系列 | 日曜 5:45 - 6:00                      | 制作局   |
| 秋田県       | 秋田テレビ         | フジテレビ系列 | 日曜 6:15 - 6:30                      |          |
| 山形県       | さくらんぼテレビ   | フジテレビ系列 | 日曜 9:30 - 9:45                      |          |
| 福島県       | 福島テレビ         | フジテレビ系列 | 日曜 6:45 - 7:00 （2009年11月15日～） | 63日遅れ |
| 新潟県       | 新潟総合テレビ     | フジテレビ系列 | 日曜 6:15 - 6:30                      |          |
| 長野県       | 長野放送           | フジテレビ系列 | 日曜 6:15 - 6:30                      |          |
| 石川県       | 石川テレビ         | フジテレビ系列 | 日曜 6:15 - 6:30                      | 35日遅れ |
| 近畿広域圏   | 関西テレビ         | フジテレビ系列 | 土曜 5:35 - 5:50                      | 69日遅れ |
| 高知県       | 高知さんさんテレビ | フジテレビ系列 | 水曜 15:30 - 15:45                    |          |
| 熊本県       | テレビ熊本         | フジテレビ系列 | 日曜 6:15 - 6:30                      |          |
| 沖縄県       | 沖縄テレビ         | フジテレビ系列 | 土曜 11:30 - 11:45                    |          |

※沖縄テレビでは2009年3月29日まで日曜6:15 - 6:30に放送していたが、一時中断を経て同年5月9日より再開した。
※関西テレビでは2010年3月で打ち切り